# Sophie Gay
Marie Françoise Sophie Gay (Parijs, 1 juli 1776 - aldaar, 2 maart 1852) was een Franse schrijver.

## Biografie
Ze werd geboren als Marie Françoise Sophie Nichault de Valette. Haar vader, Auguste Antoine Nichault de Valette, was de thesaurier van de latere koning Lodewijk XVIII van Frankrijk. In 1794 trouwde ze met Gaspard Liottier, maar ze zou al na vijf jaar van hem scheiden en trouwde datzelfde jaar met Jean Sigismond Gay. Met haar man verkeerde ze in de hoogste klasse van Aken en verkeerde ze onder andere in het gezelschap van Pauline Bonaparte. In 1802 verscheen haar eerste roman Laure d'Estell. Het zou nog tien jaar duren voor haar volgende boek uit, Léonie de Montbreuse en dat verkreeg positieve kritieken van Charles Augustin Sainte-Beuve. Haar boek Anatole dat in 1815 uitkwam, was haar beroemdste werk.
Naast haar romans schreef ze ook voor het theater, zowel drama als komische opera's. Haar stuk La Duchesse de Châteauroux uit 1834 behaalde grote successen. Ten tijde van de regering van koning Lodewijk Filips I van Frankrijk hield ze in Parijs ook een drukbezocht salon.
- Biblioteca Nacional de Chile: 000188210
- Biblioteca Nacional de España: XX945320
- Bibliothèque nationale de France: cb11886399h (data)
- Gemeinsame Normdatei: 11647260X
- International Standard Name Identifier: 0000 0000 6631 0520
- Library of Congress Control Number: no94005569
- Nationale Bibliotheek van Tsjechië: js20231178866
- Nationale bibliotheek van Australië: 49782952
- Nationale Bibliotheek van Israël: 987007294150905171
- Nationale Bibliotheek van Polen: a0000001280384
- Nederlandse Thesaurus van Auteursnamen: 068345577
- Réseau des bibliothèques de Suisse occidentale: 02-A003284454
- SNAC: w63v2bgj
- Système universitaire de documentation: 026657074
- Trove: 1527018
- Virtual International Authority File: 27059297
- WorldCat: E39PBJqqBMPD3pBDBY8k634KBP